# Hartmut Fiedler
Hartmut Fiedler (* 19. Juli 1968 in Hoyerswerda) ist ein deutscher Ingenieur. Er war 2009 bis 2014  Staatssekretär für Wirtschaft und Arbeit im Sächsischen Staatsministerium für Wirtschaft, Arbeit und Verkehr des Freistaats Sachsen.

## Leben
Fiedler studierte nach dem Wehrdienst bei der NVA ab 1989 Maschinenbau und Arbeitswissenschaft an der TU Dresden und an der University of Limerick. 1994 schloss er das Studium ab, nachdem er bei der Adam Opel AG in Eisenach seine Diplomarbeit erstellte.
Ab 1994 war er beim Verband der Sächsischen Metall- und Elektroindustrie e.V. (VSME) tätig, unter anderem als Verbandsingenieur und von 1997 an als Abteilungsleiter Wirtschaftspolitik / Öffentlichkeitsarbeit.
Ab 2000 war Fiedler Geschäftsführer der Vereinigung der Sächsischen Wirtschaft e.V. (VSW) und des SACHSENMETALL Unternehmensverbandes der Metall- und Elektroindustrie Sachsen e.V.
Nach der Vereidigung von Sven Morlok (FDP) zum Sächsischen Staatsminister für Wirtschaft, Arbeit und Verkehr nach der Landtagswahl in Sachsen 2009 wurde Hartmut Fiedler am 6. Oktober 2009 Nachfolger von Hartmut Mangold und hatte diesen Posten bis zum Regierungswechsel im Herbst 2014 inne.
Seit dem 1. Mai 2015 war Hartmut Fiedler einer der Geschäftsführer der Gasflaschenwerk Grünhain GmbH in Grünhain.
Seit dem 1. März 2016 ist er bei der Mugler SE in Oberlungwitz als Vorstand tätig.
Hartmut Fiedler wohnt in Dresden, ist verheiratet und hat zwei Kinder.